# Школьний (Волгоградська область)
Школьний (рос. Школьный) — селище у Фроловському районі Волгоградської області Російської Федерації.
Населення становить 208  осіб. Входить до складу муніципального утворення Ветютневське сільське поселення.

## Історія
Населений пункт розташований у межах українського історичного та культурного регіону Жовтий Клин.
Згідно із законом від 14 лютого 2005 року № 1002-ОД органом місцевого самоврядування є Ветютневське сільське поселення.

## Населення
| 2002 | 2010 |
| ---- | ---- |
| 204  | ↗208 |